# Shindo Jinen-ryu

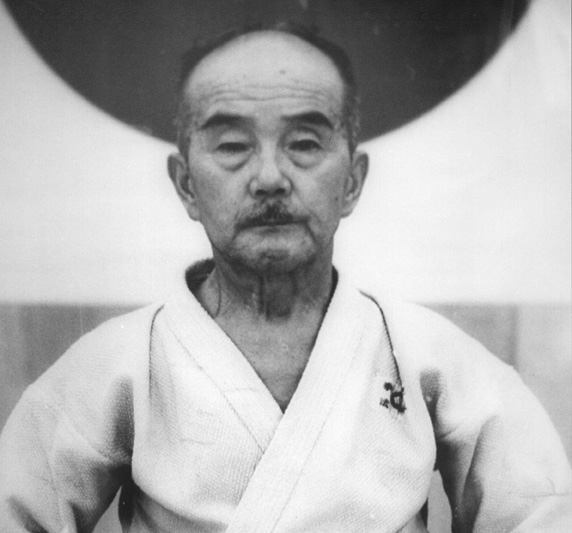
Yasuhiro Konishi

Shindo Jinen-ryu (Japans: 神道自然流) is een karatestijl die in 1933 door Yasuhiro Konishi werd gecreëerd.  De benaming van de stijl betekent 'goddelijke, natuurlijke stijl', 'pad van lege handen'. Konishi geloofde dat als iemand een moreel leven leidt, dan volgt die het goddelijke pad.
Shindo Jinen-ryu valt onder de organisatie Japan Karate-do Ryobu-kai. De stijl omvat naast karate ook elementen van aikido, jiujitsu en kendo.